# La Sorbona
La Sorbona (en francès La Sorbonne) és un establiment públic d'ensenyament superior, avui dividit en dues universitats (Universitat de París III i de IV). Es troba al centre de París, al cinquè districte, al davant del liceu Louis Le Grand i del Collège de France, a prop del monument El Panteó; (Le Pantheón), de les universitats (París I, II, V, VI) i del Jardin du Luxembourg. En el Rànquing de Xangai de 2021 estava classificada en lloc 35 del mon, i en el QS World University Rankings 2022 estava considerada classificada en el lloc 72 del mon.
Va ser fundada l'any 1257 per Robert de Sorbon amb la intenció de facilitar l'ensenyança de la teologia als alumnes pobres. Tres segles després es va convertir en un espai privilegiat per als debats de la facultat de teologia i va tenir un paper important en les querelles religioses del país, contra els jesuïtes al segle xvi i contra els janseistes al segle xvii.
A les seves aules, reconstruïdes completament entre 1885 i 1901, s'ensenyen avui principalment humanitats, història, geografia, dret i llengües.
L'any 1968 fou l'epicentre del maig francès.

## Origen del nom
El nom " Sorbona » ve del nom del seu fundador, Robert de Sorbon, originari de la localitat de Sorbon, a les Ardenes. L'etimologia del poble és desconeguda.
Els diversos noms que ha rebut l'edifici són: Collège Sorbon (Col·legi Sorbon), Collège de Sorbonne (Col·legi de Sorbona), Maison de Sorbonne (Casa de Sorbona) i Sorbonne (Sorbona), l'última de les quals és la forma més estesa que, a més, té l'origen en les transcripcions llatines que es feien del nom Sorbon, que incloïen una forma femenina Sorbona, la qual va passar al francès com a Sorbonne.
El prestigi de l'edifici ha fet que, al llarg del temps, el nom Sorbona es fes servir per a designar diverses facultats i, fins i tot, la Universitat de París en si.

## Història

### De la fundació del col·legi de teòlegs per Robert de Sorbon a la reconstrucció iniciada per Richelieu

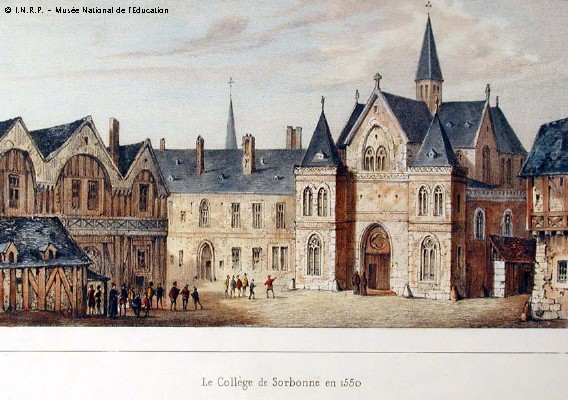
Col·legi de la Sorbona el segle XVI.

En un principi, la Sorbona era un col·legi per a estudiants de teologia fundat l'any 1253 al si de la Universitat de París, per Robert de Sorbon, capellà i confessor del rei Lluís IX. Com els altres col·legis de la universitat, havia d'acollir internats pobres que tenien beques, així com estudiants no internats. Com que l'edifici estava dissenyat per a allotjar una vintena d'estudiants, el rei va cedir algunes cases de la rue Coupe-Gueule, davant de l'Hôtel de Cluny, per allotjar els estudiants. Robert de Sorbon, a través de Guillaume de Chartres, va comprar i intercanviar ràpidament tot l'entorn d'aquest carrer; l'any 1260, la major part del lloc actual estava en mans del col·legi. Aleshores és una col·lecció dispersa de diversos edificis, cases, graners, etc. disposat en un jardí. Una gran senzillesa de l'edifici la manté deliberadament el fundador que estableix una regla de vida piadosa i austera. Tot i les compres i construccions posteriors, aquesta relativa austeritat continua sent una de les característiques del col·legi. A principis del XVII XVII segle, encara es presentava com un conjunt d'edificis dispars construïts al llarg de la rue Coupe-Gueule, avui anomenada rue de la Sorbonne, entre el claustre de Saint-Benoît al nord i el col·legi de Calvi al sud. Inclou una capella construïda al XIV . segle la façana del qual donava al carrer. El Col·legi de la Sorbona esdevingué la seu de les assemblees de la facultat de teologia de la Universitat de París.

### Reconstruccions i ampliacions sota la direcció de Richelieu

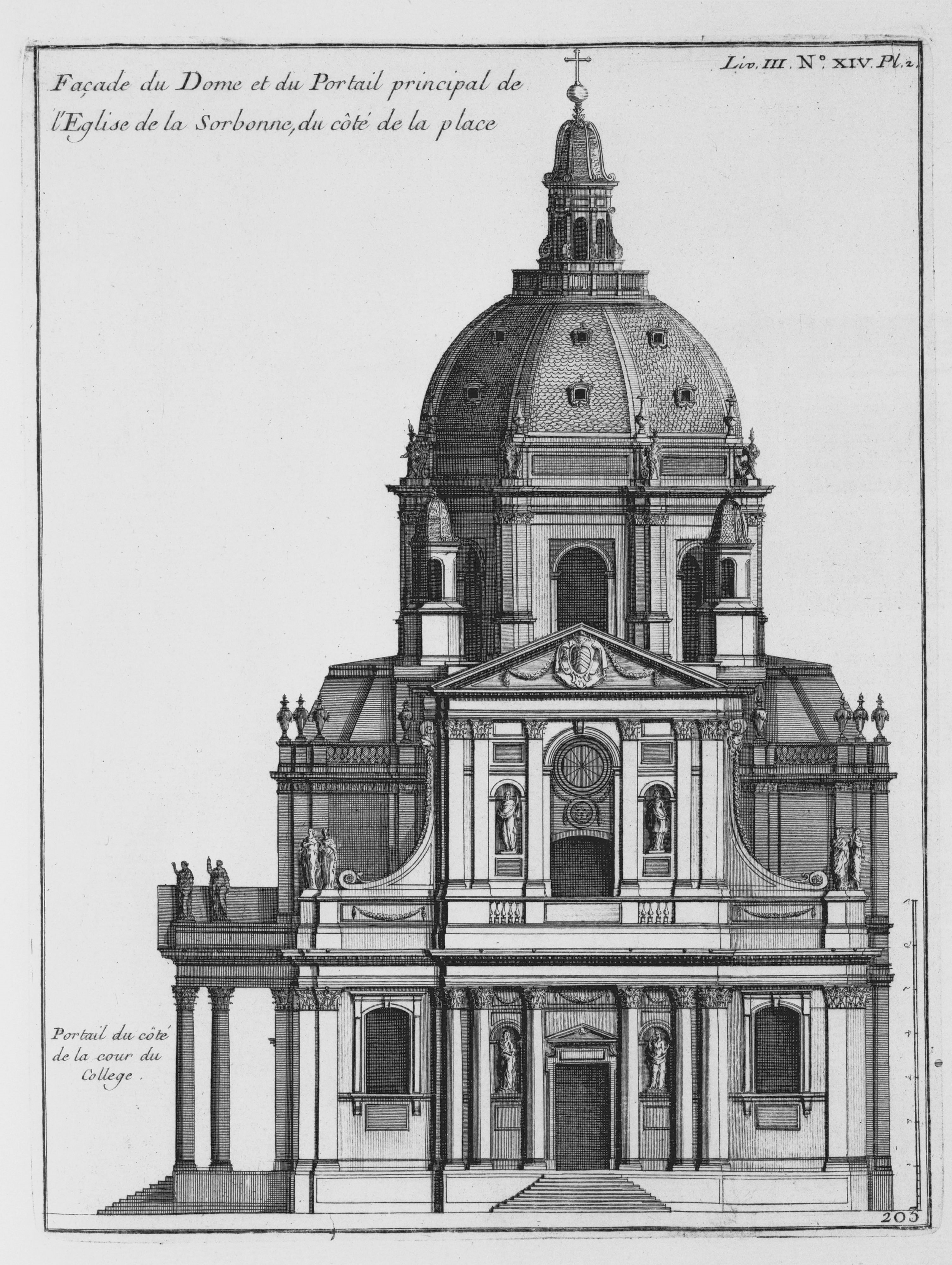
Alçat de la capella de Richelieu.

El cardenal Richelieu, que havia estat estudiant al col·legi de la Sorbona entre els anys 1606 i 1607, es va convertir en el director el 29 d'agost de 1622 després de la mort del cardenal Harley. Davant del mal estat de l'edifici, va emprendre un ambiciós programa de renovació del col·legi. Els edificis, que eren especialment incòmodes, havien esdevingut també massa petits. El paper de les universitats havia evolucionat des d'un simple allotjament per a una vintena d'estudiants a la seu d'una important biblioteca i lloc d'ensenyament, a la vegada que la compra de terrenys i rendes s'havia aconseguit augmentar el nombre d'estudiants. Amb aquesta finalitat, va combinar dos col·legis veïns, els de Calvi i el dels Divuit, i va fer reconstruir els edificis d'estil clàssic.
Richelieu va encarregar a l'arquitecte Jacques Lemercier la reconstrucció del conjunt per tal de satisfer els requisits i el gust de l'època. El primer projecte va consistir a enderrocar els edificis gòtics del col·legi i el de Calvi, però tot conservant la capella, que va ser modernitzada i ampliada i serviria de separació entre dos patis d'igual mida. Les obres de demolició van començar el 1629 quan Richelieu, reforçat en el seu càrrec de primer ministre després del Dia dels Dupes, va fer reelaborar el projecte en una direcció més ambiciosa.
Es va abandonar el sistema de patis bessons a favor d'un gran pati únic que ocuparia la cara nord de la nova capella i que acabaria abastant tot el terreny de l'antic col·legi de Calvi. Els treballs de reconstrucció van començar el maig de 1635 i els treballs estructurals estaven gairebé acabats quan el cardenal va morir el 1642. Només la capella, avui considerada l'obra mestra de Lemercier i de l'arquitectura clàssica parisenca, va romandre inacabada. La duquessa d'Aiguillon, hereva de Richelieu i executora del seu testament, va dirigir la finalització de l'obra.
Amb aquestes obres, la superfície que abastava el col·legi es va multiplicar per dos i també es va dotar d'una gran capella destinada a allotjar-hi la tomba del cardenal. A més d'aquestes disposicions, el cardenal va cedir en testament part de la seva biblioteca i fortuna personals a la institució universitària.

### La Revolució Francesa
Durant la Revolució Francesa, els edificis van ser tancats als estudiants a partir del 1791 i la societat sorbònica es va dissoldre al mateix temps que les universitats de París i de les províncies, com a conseqüència de la llei Le Chapelier que suprimia els cossos intermediaris. La capella, en desús i transformada en temple de la deessa Raó, fou saquejada el desembre de 1794 i les tombes, profanades. Diversos plans desenvolupats per utilitzar els edificis del Col·legi van fallar. Sota el Consolat, Napoleó Bonaparte va transformar el lloc en tallers d'artistes, sota el nom de "Museu d'Artistes" (Any VIII-1822).

### La Sorbona alseglexix, seu de les facultats de ciència, lletres i teologia de París

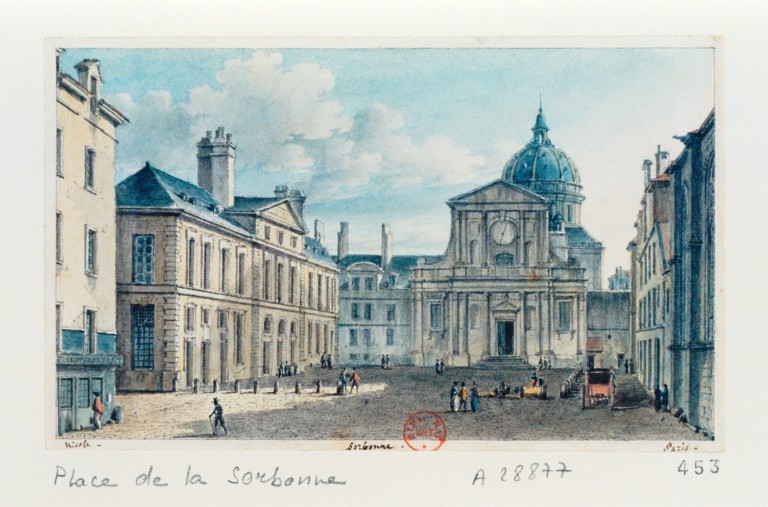
La plaça de la Sorbona a principis del segle XIX.

A partir de 1806, Napoleó va reorganitzar tot el sistema educatiu francès i va fundar la Universitat Imperial. Va reunir tots els nivells educatius i va incloure en els seus nivells més alts escoles i facultats especials de cinc tipus: Facultat de Ciències, Facultat de Lletres, Facultat de Teologia, Facultat de Dret i Facultat de Medicina. Les dues últimes es van moure a edificis de l'Antic Règim de la plaça del Panteó i del carrer de l'escola de Medecina, mentre que les altres tres es van instal·lar als edificis de l'antic Collège du Plessis, i el 1821 a l'antiga Sorbona de Richelieu. L'edifici esdevingué també la seu del rectorat de l'Acadèmia de París.
L'orgue de la capella va ser encarregat a Pierre François Dallery (1764-1833) després de la restauració de la capella funerària de Richelieu el 1825 i va ser construït a partir d'elements força heterogenis per Louis Paul Dallery (1797-1875), fill de Pierre François. L'instrument va ser inaugurat el 10 de juliol de 1825 i va ser utilitzat per a audicions realitzades durant la Restauració per Alexandre Choron amb l'ajuda d'estudiants de la Institució Reial de Música Religiosa. Després de la reobertura de la capella l'any 1852, en temps de Napoleó III, el nou mestre, Félix Clément, expert oficial en orgue, va fer restaurar l'instrument pel mateix Louis Paul Dallery. Félix Clément va dimitir l'any 1859, i l'orgue va ser posteriorment silenciat.
Durant la Restauració, el duc de Richelieu, primer ministre de Lluís XVIII, va voler honorar la memòria del cardenal i va fer restaurar de dalt a baix l'edifici de la Sorbona, tot construint-hi un amfiteatre amb 1.200 places. Malgrat aquestes millores, els antics edificis del segle XVII havien quedat ja massa deteriorats. La concentració en aquest únic col·legi d'estudiants de literatura, ciències i teologia de tota l'acadèmia de París va obligar a ampliar l'edifici un cop més. Léon Vaudoyer se'n va encarregar i va dissenyar un palau amb una gran façana al carrer Saint-Jacques i una torre d'astronomia. La primera pedra es va col·locar l' any 1855 però el projecte no va arribar a bon port.

### La nova Sorbona d'Henri-Paul Nénot

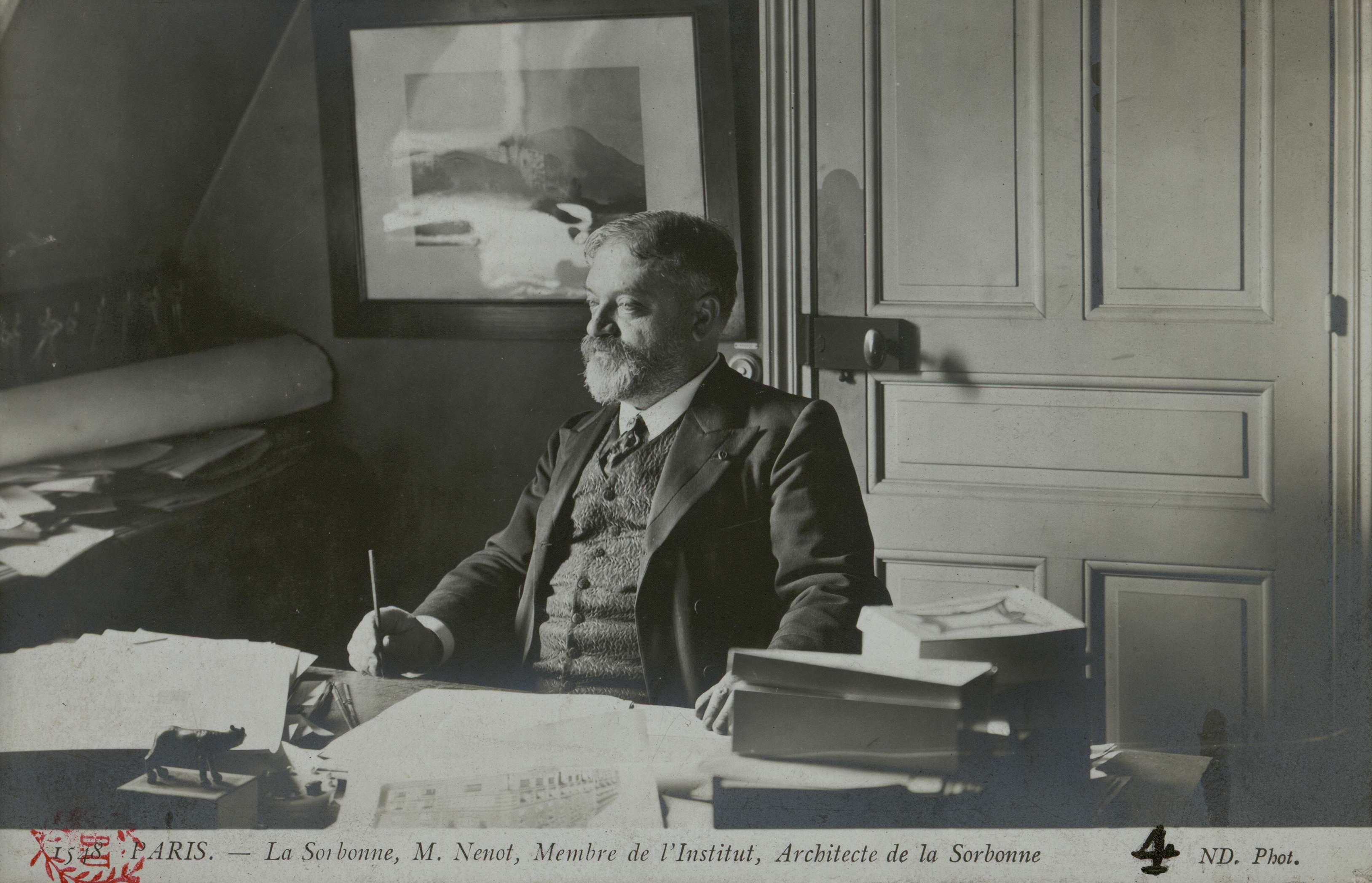
Henri-Paul Nénot arquitecte de la Sorbona

Fou ja en temps de la III república Francesa, que el 1880 es va obrir un nou concurs d'arquitectura, presidit per Charles Garnier, en el qual va guanyar el seu deixeble Henri-Paul Nénot, que va reprendre la idea de Léon Vaudoyer de construir un palau de la ciència i les lletres. Henri-Paul Nénot es va distanciar de les tendències neogòtiques de la Gran Bretanya i Bèlgica i es va acabar decantant pel classicisme haussmannià. Va declarar: "La universitat no pot prescindir de la tradició de l'arquitectura llatina i necessita proporcions i normes en els seus edificis".
L'enderrocament dels edificis, llevat de la capella, va durar deu anys, del 1884 al 1894, mentre que la primera pedra del nou edifici es va col·locar el 1885. El president Sadi Carnot va poder inaugurar la primera part del complex, al nord, l'any 1889, per al centenari de la Revolució Francesa. Les obres es van donar per acabades el 1901.
El projecte de Paul Nénot va ampliar l'edifici en forma de bloc llarg entre les rues Saint-Jacques, Cujas, les Écoles i la Sorbona. Va conservar la capella, convertida en monument històric al centre del recinte. Nénot va delimitar tres grups que realment permeten considerar el seu edifici com un conjunt que reuneix diversos monuments, separats per carrers transversals interiors, les galeries Robert de Sorbon i Jean de Gerson:

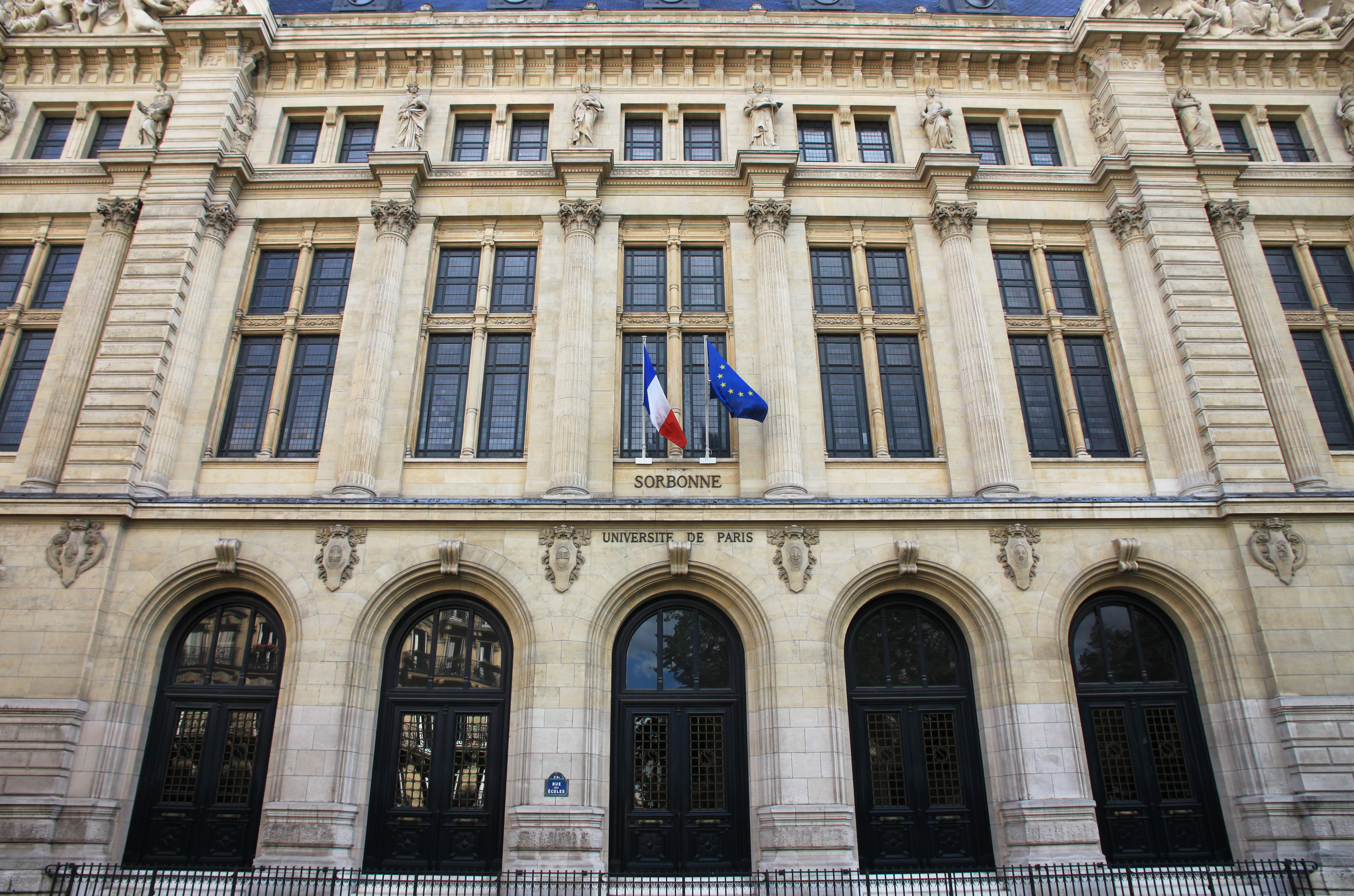
La nova Sorbona de Nénot, entrada principal, des de la rue des Écoles.

- al nord, a la rue des Écoles, va crear un vast palau acadèmic, destinat a acollir l'administració del rectorat, la cancelleria de la universitat i les secretaries de les dues facultats que havien d'ocupar el solar;
- al sud, un conjunt d'ales força baixes, organitzades al voltant de nombrosos i convertibles patis, destinades a acollir els laboratoris de la facultat de ciències. Cada departament disposava d'uns locals especialment adaptats a la seva disciplina;
- entre ambdós, un conjunt general al voltant d'un pati principal, que aglutina grans sales, grans amfiteatres i una biblioteca central, capaç d'acollir tot tipus d'ensenyament, però en particular els de la facultat de lletres.

L'arquitecte Henri-Paul Nénot va recollir els objectius i els treballs portats a terme a la Monographie de la nouvelle Sorbonne guiat pel criteri de què tot s'ha d'inspirar al màxim en la sensació de grandesa i severitat de l'antic pati universitari. Que traduïa la voluntat de la Tercera República d'erigir el nou "palau del coneixement", en homenatge a l'ensenyament públic i al desenvolupament científic del país.
Els espais inicialment previstos per a la facultat de teologia, suprimida el 1885, foren destinats a l'École des Chartes, que esdevingué així la segona escola especial després de l'École Pratique des Hautes Études que s'establí al complex de la Sorbona.

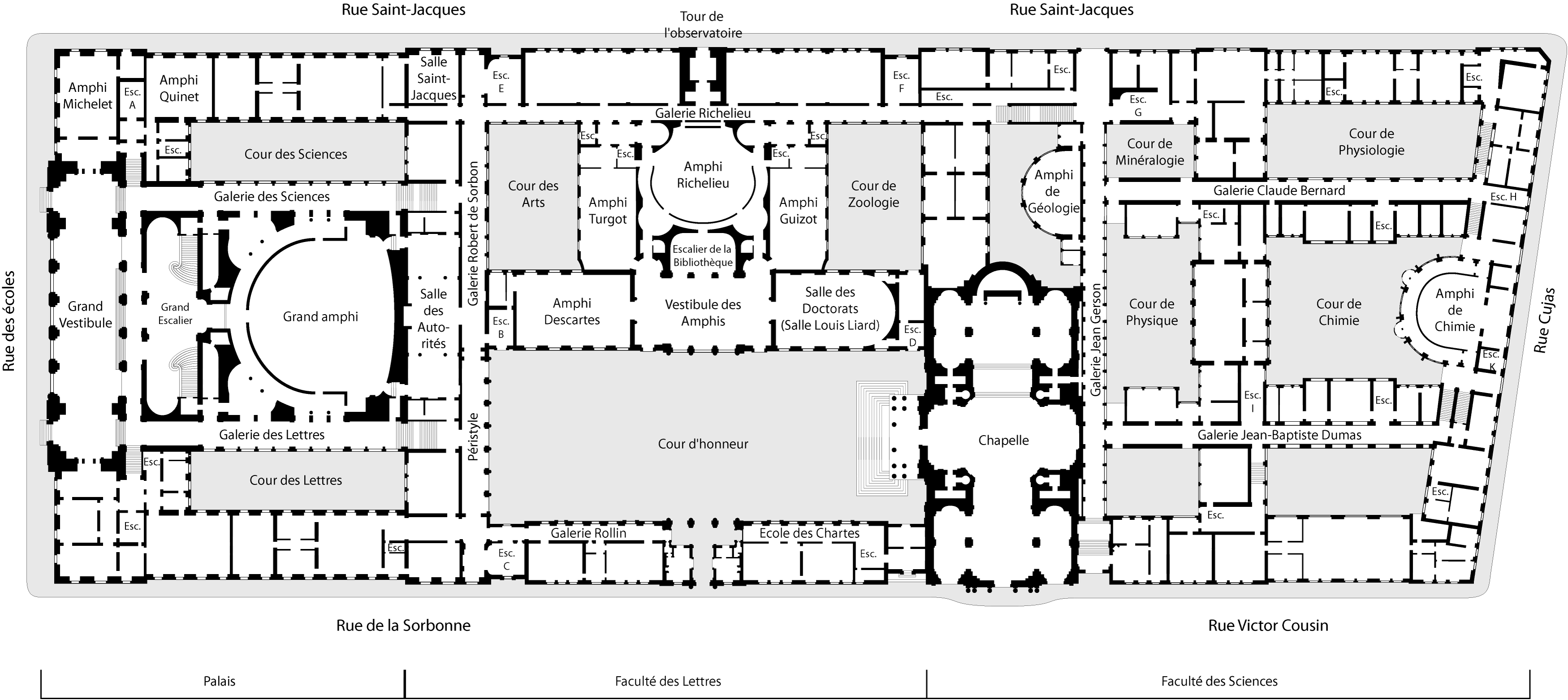
Disseny de la nova Sorbona de Nénot

La Sorbona esdevingué l'exponent de la llibertat de càtedra proclamada en 1875 per la Tercera República. On un estat que es proclama democràtic i laic té el deure d'impulsar i defensar l'educació superior i pública davant l'educació privada. Així la Sorbona serà el model per a dotar les universitats d'un nou esperit, uns nous objectius, mètodes i estructures. Donant-los l'autonomia de què gaudien les antigues universitats.
La dinàmica econòmica i social va portar l'any 1896 a la reorganització de les facultats d'una mateixa Acadèmia, o districte d'educació superior, en "universitats". Fet que va anar acompanyat des dels anys anteriors d'una democratització de l'alumnat, l'accés molt lent de les dones als ensenyaments, l'especialització de la docència i la creació de laboratoris de recerca.
Així la Sorbona, ja seu del rectorat de París, esdevé la seu de la nova Universitat de París. El rector de l'Acadèmia de París va combinar, doncs, les seves responsabilitats amb les de president del consell de la Universitat de París, augmentant notablement les seves necessitats d'espai i de personal a l'edifici.

### De la nova Sorbona a la Sorbonne Université
El complex dissenyat per Nénot podia semblar sobredimensionat en el moment de la seva inauguració. El 1914 la Sorbona només tenia amb 17.308 estudiants. Però gradualment la demanda per estudiar-hi va anar augmentant i calia fer adaptacions per respondre a una afluència d'estudiants cada cop més gran. En conseqüència, l'obra de Nénot es va anar modificant, a poc a poc al llarg del segle xx, a mesura que ho reclamaven les necessitats i el creixement numèric de l'alumnat. Això portà, per exemple, a guanyar espai docent cobrint la planta baixa dels patis interiors de l'antiga Facultat de Ciències per crear-hi aules. Fent desaparèixer uns patis destinats a proporcionar un espai d'esponjament i sociabilitat en un edifici tan gran. Un altre exemple és la biblioteca que va haver de trobar un nou espai quan les seves cinc plantes es trobaven ja saturades. Construint noves plantes abans d'utilitzar els soterranis.
També la Sorbona en la primera meitat del segle XX fou escenari de nombrosos desenvolupaments científics. Una mosta la tenim a la Facultat de Ciències, on Marie Curie va continuar el seu treball sobre el radi després de la mort de Pierre Curie el 1906, assolint el 1911 el Premi Nobel de Química. La Sorbona continuà sent per molt de temps el cor de la Universitat de París, però entre les dues guerres mundials es van construir diversos "annexos". Nénot va crear entre 1914 i 1926 l'Institut de Geografia. També l'Institut d'Art i Arqueologia, dissenyat per l'arquitecte Paul Bigot (1925-1928). L'Institut d'Estudis Hispànics es va inaugurar l'any 1929, segons el projecte d'Edouard Lambla de Sarria. Aquesta expansió continuà després de 1945, amb la instal·lació dels laboratoris de la Facultat de Ciències al campus d'Orsay l'any 1956, el trasllat d'una part de la docència de la Facultat de Lletres als llocs de Censier i Nanterre. També es realitzaren noves instal·lacions a Halle aux Vins i al campus de Jussieu entre d'altres.

#### La Sorbona i el Maig de 1968
Un dels episodis més coneguts de la història de la Sorbona al segle XX fou la rebel·lió dels seus estudiants originada per l'entrada de la policia al recinte universitari de Nanterre per reprimir una protesta d'estudiants. Trencant així una vella tradició d'inviolabilitat universitària. Aquesta rebel·lió s'estengué per universitats i liceus i es va fer imparable. Provocant la solidaritat de milions d'obrers. La protesta assolí el màxim nivell amb l'ocupació de la Sorbona pels estudiants, en la vaga general del dia 21 de maig i les barricades al carrer amb durs enfrontaments amb la policia al Barri Llatí.

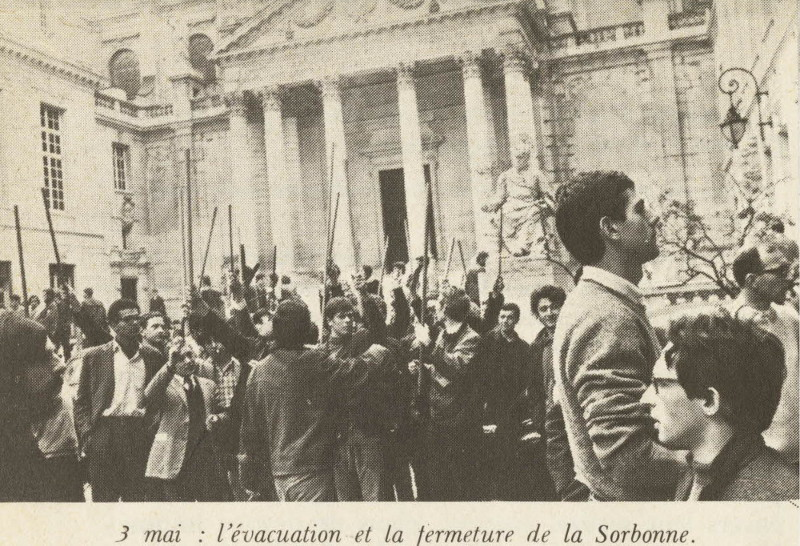
Desallotjament i tancament de la Sorbona el 3 de maig de 1968

Les protestes feren emergir un canvi de cultura i de llenguatge. Entre els múltiples eslògans i sorgits aquells dies s'afirmava: "Volem les estructures al servei de l'home i no l'home al servei de les estructures", "La imaginació al poder" o "Prohibit prohibir".
Aquesta àmplia contestació i protesta era el resultat de persistents causes socials, històriques, econòmiques, demogràfiques i educatives que afectaven els estudiants, la seva educació i a la societat occidental. Que qüestionaren els models de reproducció social i l'autoritat en l'àmbit de la família, el treball, la universitat i la societat.
El Maig del 68 va canviar en molts aspectes la societat francesa i europea. Però algunes veus assenyalen que pel que fa al món universitari francès aquest es replegà sobre el passat. Un fet que era contradictori amb les formes i les pràctiques del 1968.

Logotip de la Sorbonne Université

#### La divisió de la Universitat de París
Promulgada després dels fets del Maig del 68, la Llei d'ensenyament superior, coneguda com a llei Faure, va comportar la desaparició de la Universitat de París com a tal i el desmembrament de les seves facultats. Dividint la Sorbona, es van crear tretze universitats. Entre les quals la Universitat París-Sorbona (París IV), especialitzada en lletres, arts i ciències humanes, i la Universitat Pierre i Marie Curie (UPMC - París VI), especialitzada en ciència i medicina.